# MSX 2+
MSX MSX 2+ (MSX 2+) је био кућни рачунар фирме MSX који је почео да се производи у Јапану од 1988. године.
Користио је Zilog Z80 као микропроцесор. РАМ меморија рачунара је имала капацитет од бар 64 KB. 
Као оперативни систем кориштен је MSX DOS.

## Детаљни подаци
Детаљнији подаци о рачунару MSX 2+ су дати у табели испод.
|                       | |
| [ 1 ]                 | |
| Произвођач            | |
| Тип                   | кућни рачунар                                                                                        |
| Меморија              | бар 64                                                                                               |
| Поријекло             | Јапан                                                                                                |
| Година                | 1988                                                                                                 |
| Тастатура             | тастатура са пуним помаком тастера                                                                   |
| Процесор              | |
| Фреквенција процесора | 3,58                                                                                                 |
| RAM                   | бар 64                                                                                               |
| ROM                   | 32 (Basic & BIOS) + 16 (SUB ROM > MSX-BASIC V3.0) + 16 (KANJI BASIC ROM + KANJI ROM) + 16 (DISK ROM) |
| Текст                 | 40 x 24 / 32 x 24                                                                                    |
| Графика               | исто као MSX2 спецификације, plus 256 са 212/424                                                     |
| Боја                  | 19268                                                                                                |
| Звук                  | FM-PAC (OPLL YM-2413) - 9 канални FM синтисајзер                                                     |
| Димензије             | непознато                                                                                            |
| Портови               | |
| Оперативни систем     | |